# Frankie Owen
Francesca „Frankie“ Owen (* 27. März 1988 in Chester, Cheshire West and Chester, England) ist eine ehemalige australische Synchronschwimmerin, die an den Olympischen Sommerspielen 2012 in London teilnahm.

## Karriere

### Olympische Spiele
Frankie Owen gehörte im Jahr 2012 in London bei den Olympischen Sommerspielen 2012 zum australischen Aufgebot im Mannschaftswettkampf. Zusammen mit ihren Mannschaftskameradinnen Eloise Amberger, Jenny-Lyn Anderson, Sarah Bombell, Olia Burtaev, Tamika Domrow, Bianca Hammett, Tarren Otte und Samantha Reid nahm sie als Ersatzathletin ohne einen Einsatz am olympischen Mannschaftswettkampf am 10. August 2012 im London Aquatics Centre teil und belegte den 8. Platz von acht teilnehmenden Mannschaften mit einer Gesamtwertung von 154,930 Punkten.